# Gęsie Góry
Gęsie Góry (niem. Sansgarben) – osada w Polsce, położona w województwie warmińsko-mazurskim, w powiecie kętrzyńskim, w gminie Barciany.
W latach 1975–1998 osada administracyjnie należała do województwa olsztyńskiego.
Przez osadę przebiega droga wojewódzka nr 591.

## Integralne części osady
| SIMC    | Nazwa   | Rodzaj     |
| ------- | ------- | ---------- |
| 0469151 | Kudwiny | przysiółek |

## Historia
Wieś została założona na miejscu wcześniejszej osady pruskiej. W roku 1913 majątek ziemski Gęsie Góry należał do Stanislausa von Dönhoffa ze Skandawy. Majątek ten miał powierzchnię 478 ha. Do Gęsich Gór należał folwark w Worgitach (niem. Wergitten) o powierzchni 163 ha.
Po II wojnie światowej powstał tu PGR, który jako zakład rolny wchodził w skład PPGR Barciany. W roku 1973 Gęsie Góry należały do sołectwa Kudwiny. Współcześnie (2008 r.) Gęsie Góry są sołectwem do którego należą miejscowości: Gęsie Góry, Gradowo i Kudwiny.